# Florus a Laurus
Florus a Laurus (* 2. století Byzantion – † 2. století Ulpiana) jsou uctíváni jako svatí křesťanští mučedníci. Svátek Flora a Laura připadá na den 18. srpna. Oba svatí jsou uctíváni v katolických církvích, pravoslavné církvi, syrské pravoslavné církvi a v arménské apoštolské církvi.

## Život
Podle řecké legendy to byli bratři – dvojčata, kteří pocházeli z města Byzantion, ale usadili se v ilyrském městě Ulpiana v římské provincii Dardanii nedaleko Kosova. V zednickém umění je vzdělávali dva muži jménem Maximus a Proculus, kteří byli křesťané.
Oba bratry zaměstnal při stavbě pohanského chrámu ilyrský prefekt Likaion. Vydělané peníze bratři rozdávali chudým. Přestoupili na křesťanství. Poté syn místního pohanského kněze Mamertina byl zraněn úlomkem kamene z rozestavěného chrámu a Florus a Laurus chlapce vyléčili. Mamertin se po synově uzdravení rozhodl konvertovat ke křesťanství.
Po dostavění chrámu v něm Florus a Laurus shromáždili mnoho místních křesťanů. Skupina rozbila všechny sochy pohanských bohů a v chrámu byl vztyčen kříž.
Křesťané strávili celou noc na modlitbách v proměněném chrámu. V důsledku této akce nechaly místní římské úřady upálit 300 křesťanů včetně Mamertina a Mamertinova syna. Florus a Laurus byli popraveni jiným způsobem: Likaion je nechal shodit do prázdné studny, kterou nechal zasypat zeminou.

## Uctívání
Ostatky svatých Flora a Laura byly podle uvedené legendy nalezeny neporušené. Právě v tento den skončil těžký koňský mor. Obě události byly dány do souvislosti a z toho důvodu se oba mučedníci stali patrony koní. Relikvie svatých byly přeneseny později do Konstantinopole. O existenci relikvií v Konstantinopoli svědčí zpráva poutníka Antonína z Novgorodu, který je spatřil v roce 1200, zatímco Štěpán Novgorodský viděl hlavy obou mučedníků v roce 1350 v monastýru Pantokrator.
Svatí Florus a Laurus jsou zvláště v Rusku a na Ukrajině považováni za patrony koní. Jsou zobrazováni na ikonách s koňmi kolem sebe. Těmto mučedníkům je zasvěcen Florivsko-vozněsenský monastýr v Kyjevě a mnoho dalších pravoslavných chrámů.

## Další dvojčata – mučedníci
- Kosma a Damián

- Gervasius a Protasius

- Boris a Gleb

## Galerie

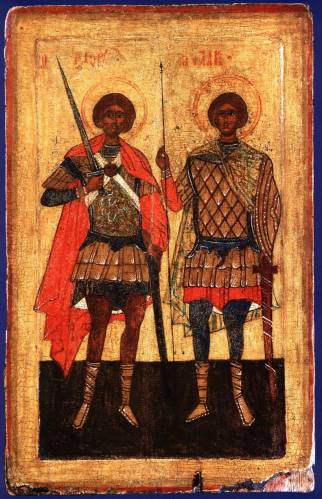
Florus a Laurus, Rusko, 15. století
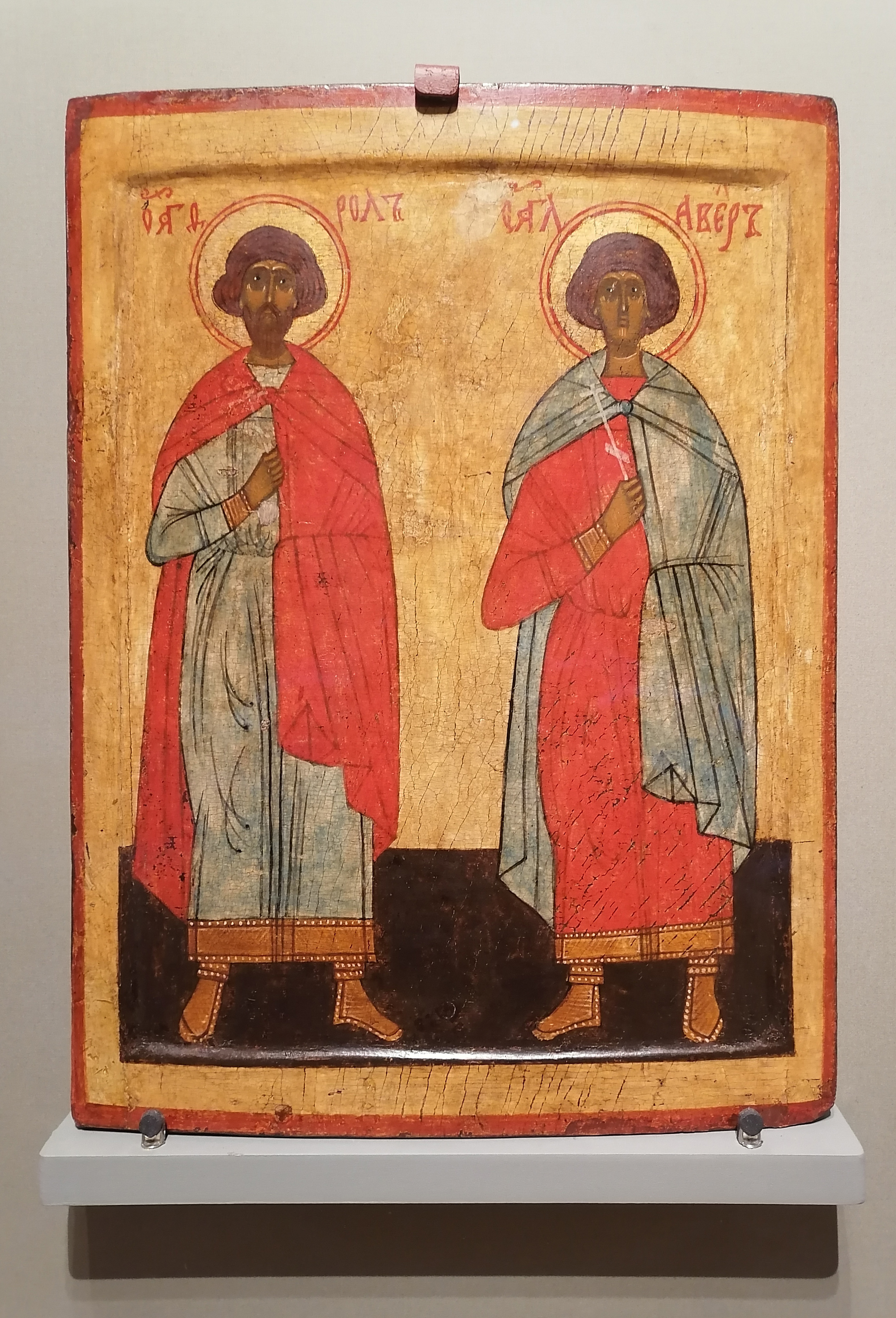
Florus a Laurus – Ermitáž, Zimní palác, Petrohrad
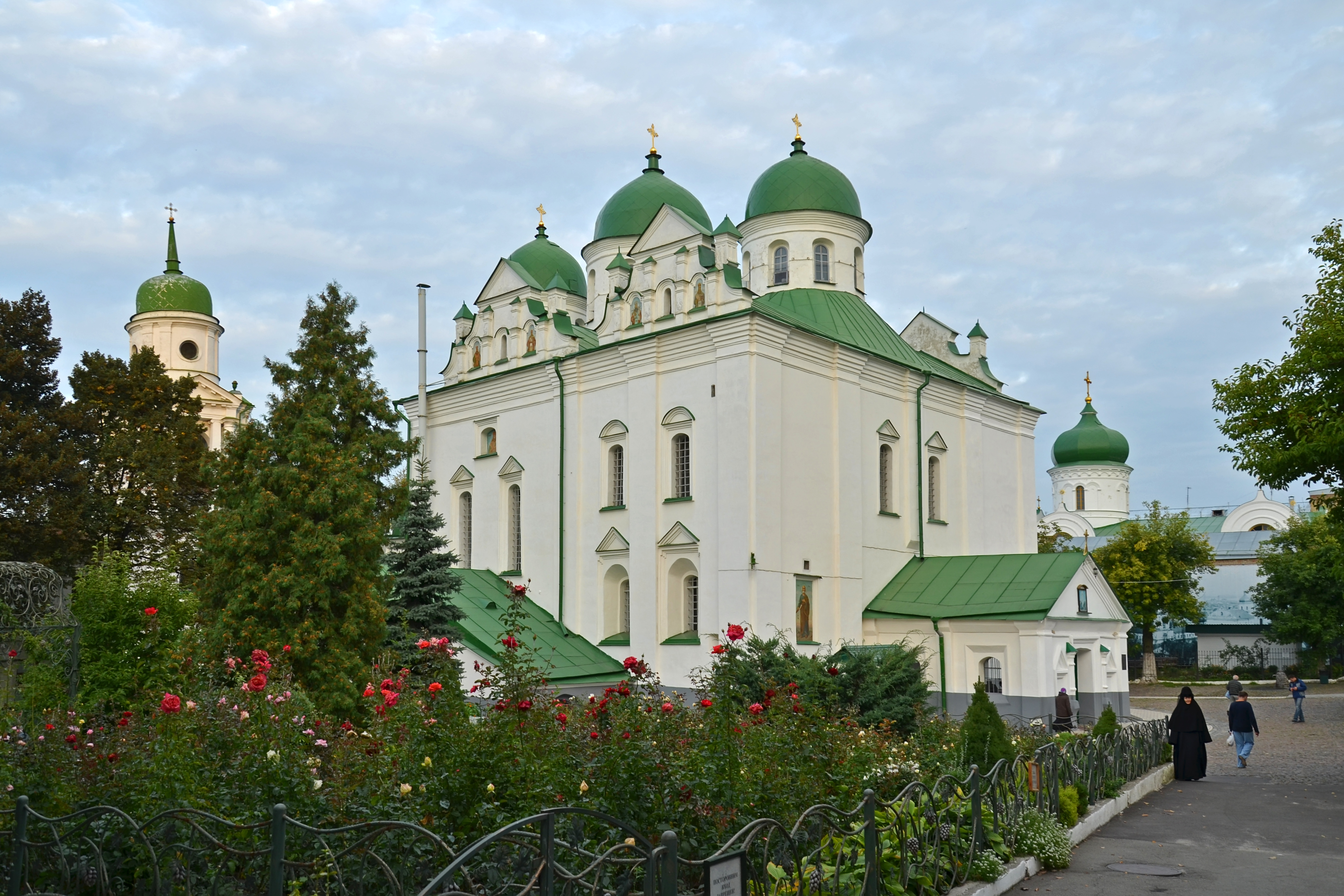
Florivsko-vozněsenský monastýr, Kyjev, Ukrajina
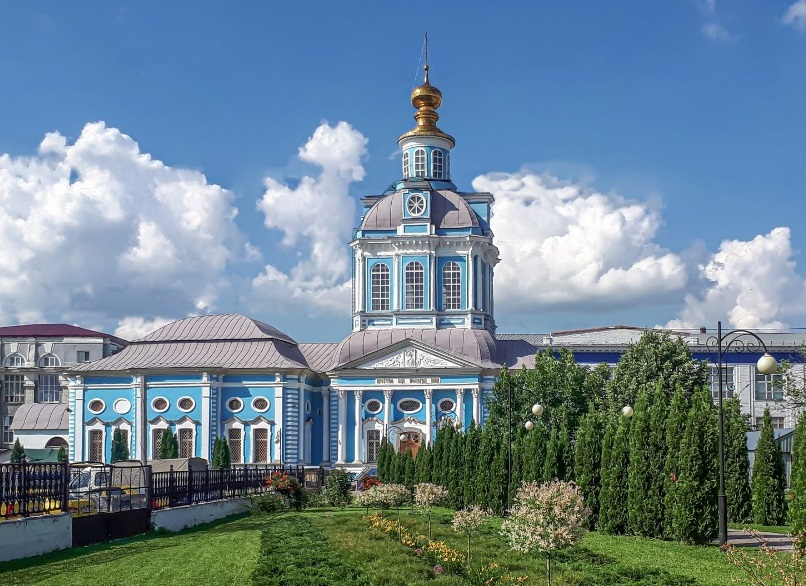
Chrám sv. Flora a Laura, Tula, Rusko
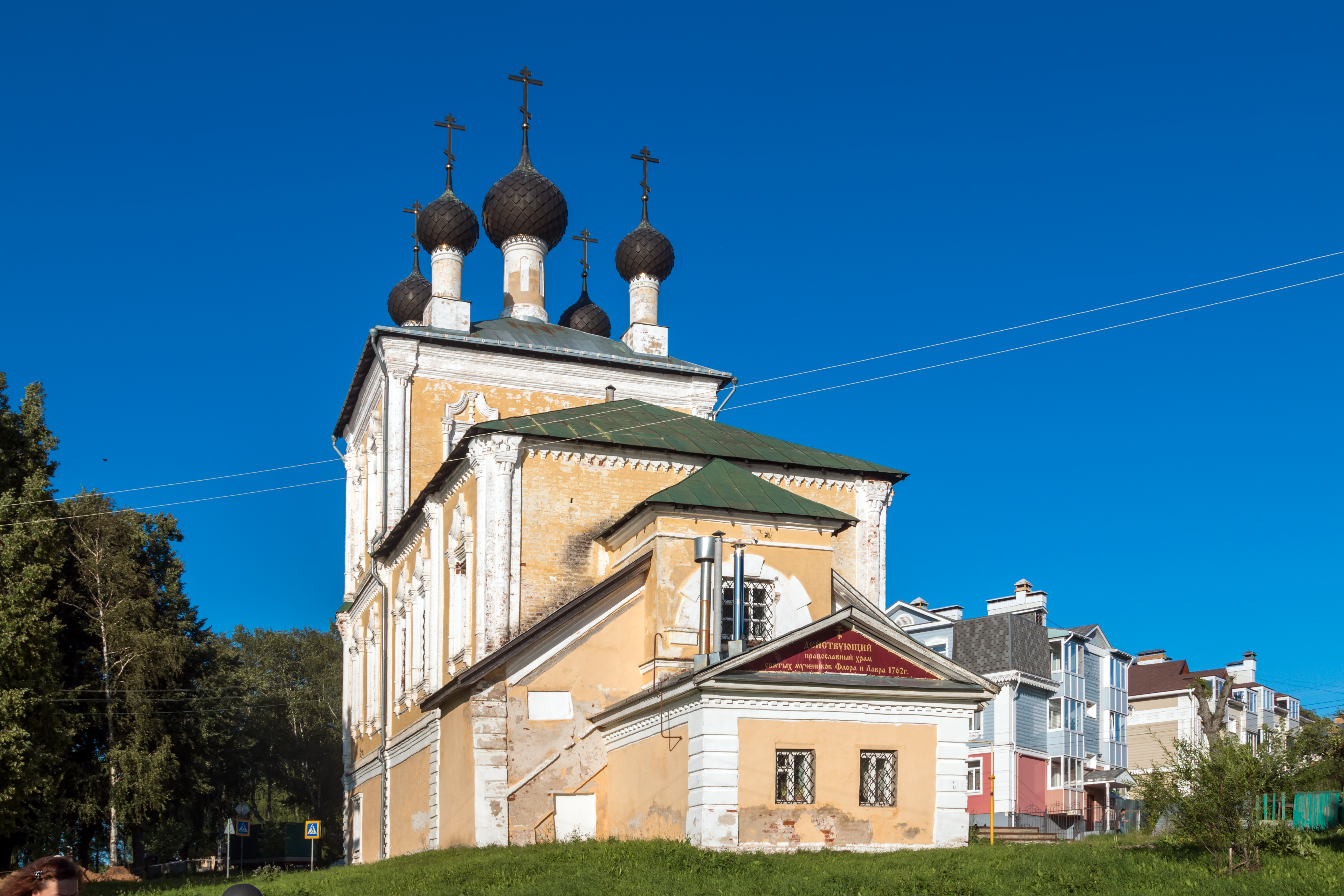
Chrám sv. Flora a Laura, Uglič, Rusko